# Pierre Part

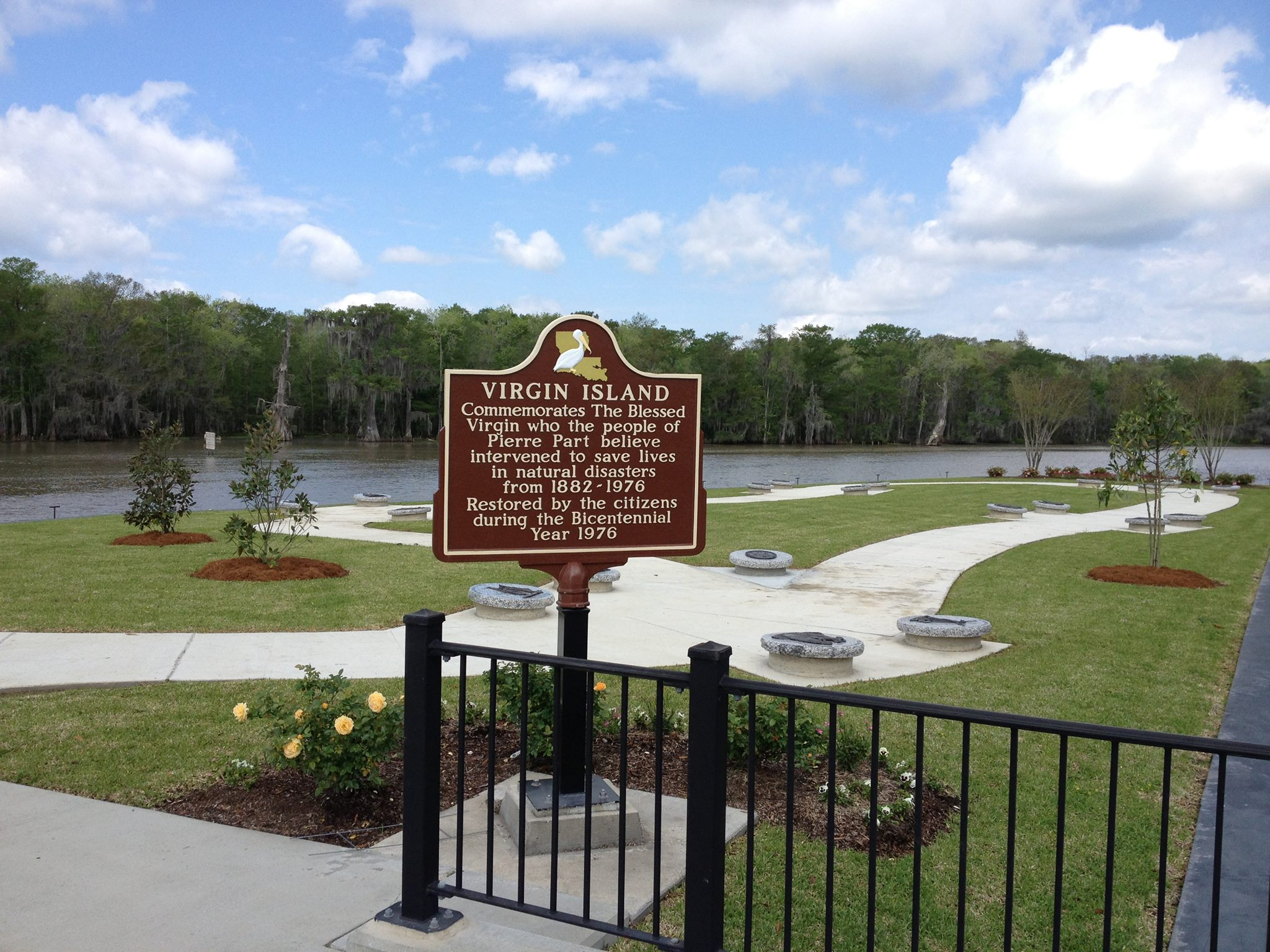
The Virgin Island en Pierre Part

Pierre Part es un lugar designado por el censo ubicado en la parroquia de Assumption en el estado estadounidense de Luisiana. En el Censo de 2010 tenía una población de 3169 habitantes y una densidad poblacional de 397 personas por km².

## Geografía
Pierre Part se encuentra ubicado en las coordenadas 29°57′19″N 91°12′10″O / 29.95528, -91.20278. Según la Oficina del Censo de los Estados Unidos, Pierre Part tiene una superficie total de 7.98 km², de la cual 7.95 km² corresponden a tierra firme y (0.36%) 0.03 km² es agua.

## Demografía
Según el censo de 2010, había 3169 personas residiendo en Pierre Part. La densidad de población era de 397 hab./km². De los 3169 habitantes, Pierre Part estaba compuesto por el 98.64% blancos, el 0.03% eran afroamericanos, el 0.22% eran amerindios, el 0% eran asiáticos, el 0% eran isleños del Pacífico, el 0.25% eran de otras razas y el 0.85% pertenecían a dos o más razas. Del total de la población el 0.98% eran hispanos o latinos de cualquier raza.